# Rudoltice (Sobotín)
Rudoltice (německy Rudelsdorf) je vesnice, část obce Sobotín v okrese Šumperk. Nachází se asi 2,5 km na jih od Sobotína. Prochází zde silnice I/11. V roce 2009 zde bylo evidováno 73 adres. V roce 2001 zde trvale žilo 110 obyvatel.
Rudoltice leží v katastrálním území Rudoltice u Sobotína o rozloze 17,58 km2.

## Fotogalerie

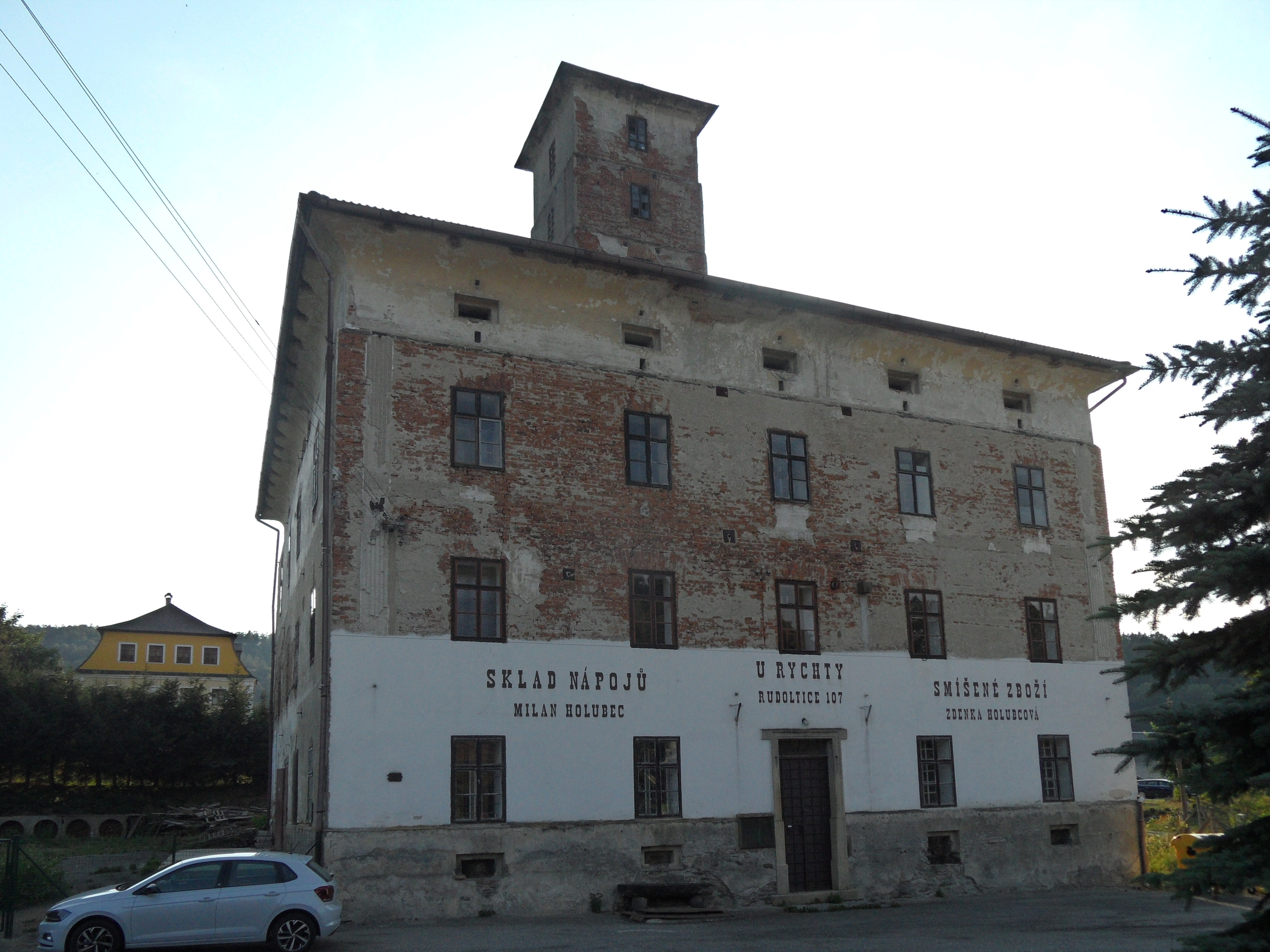
U rychty
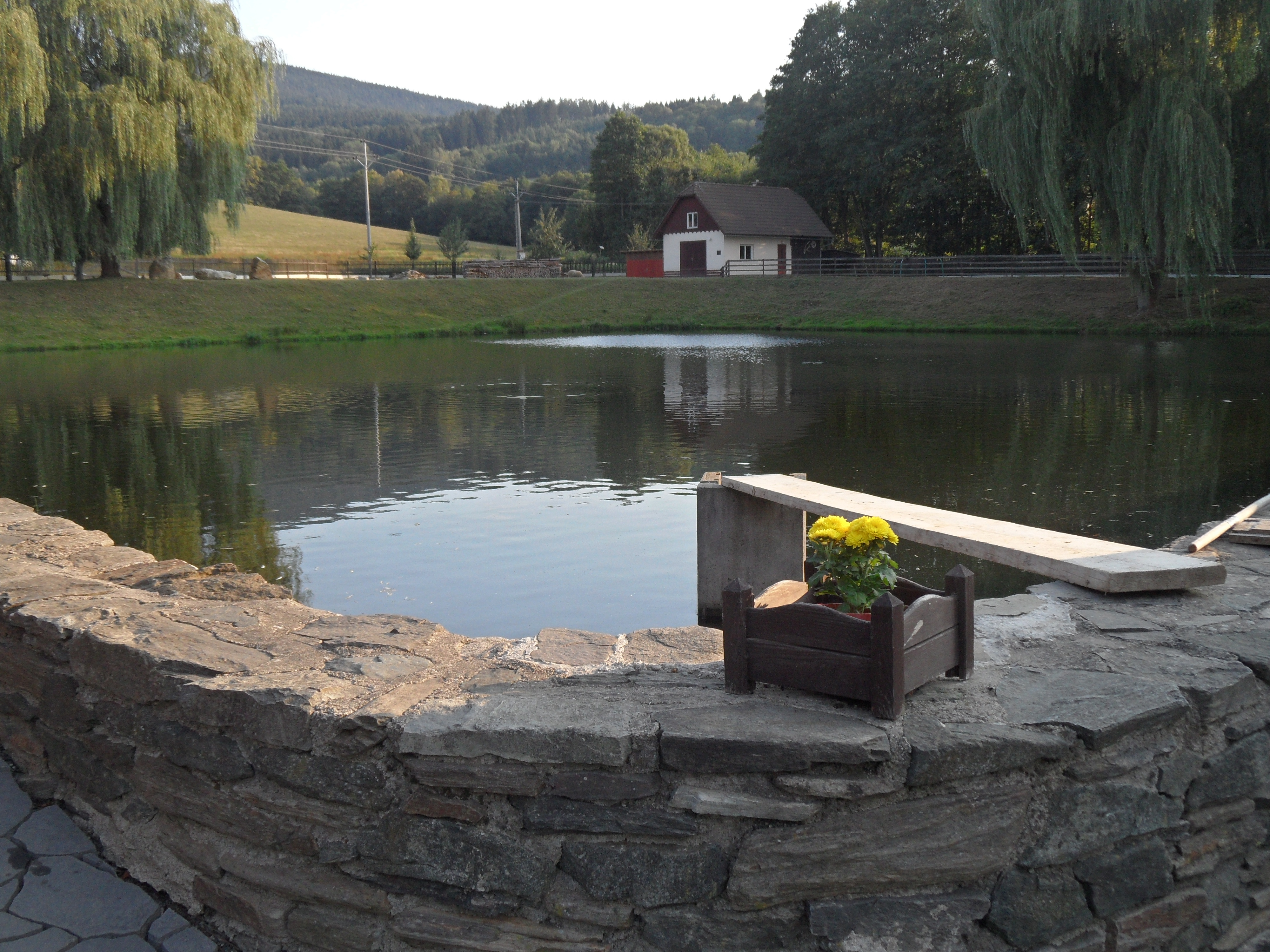
Rybníček
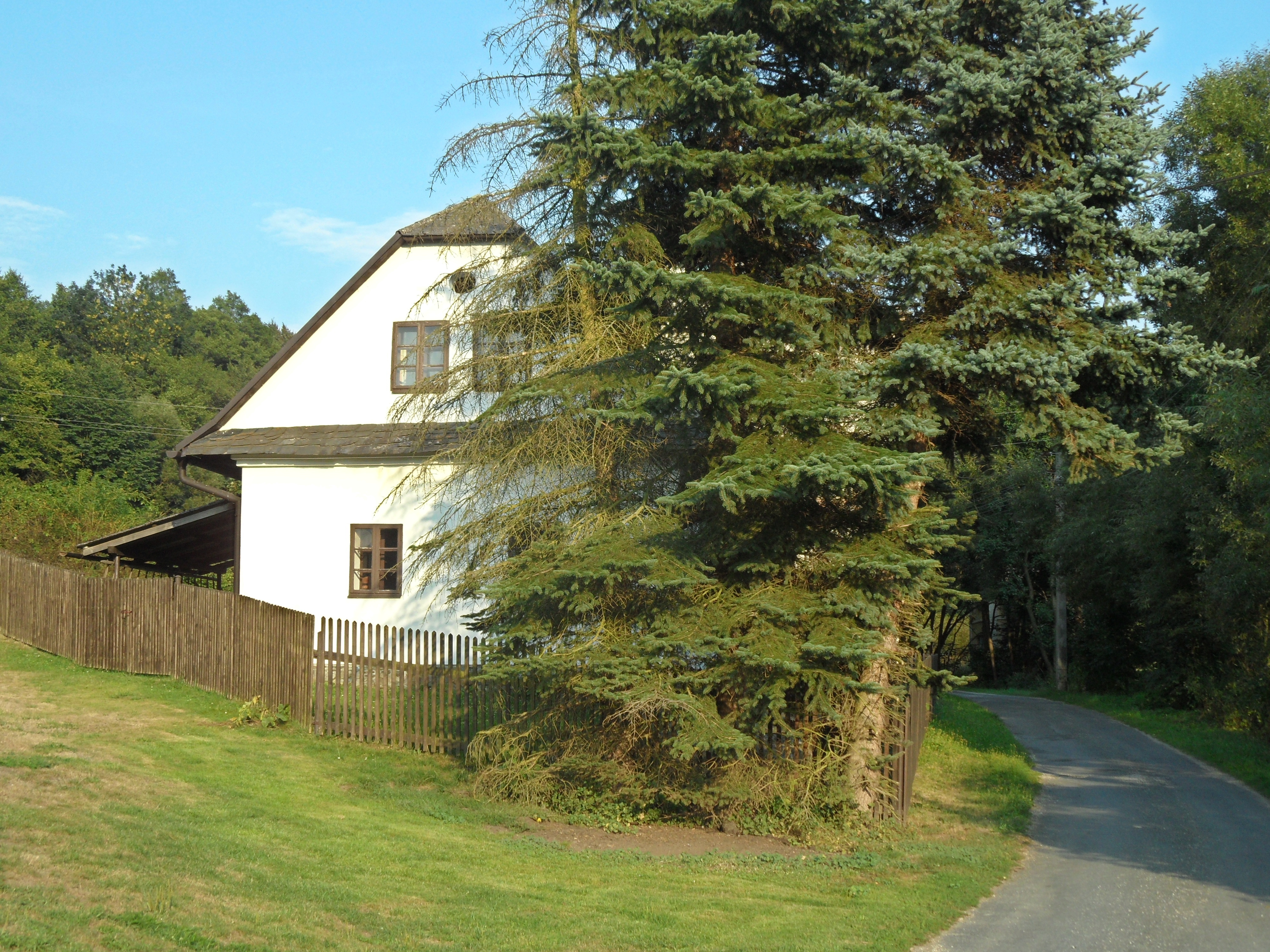
Rodinný dům
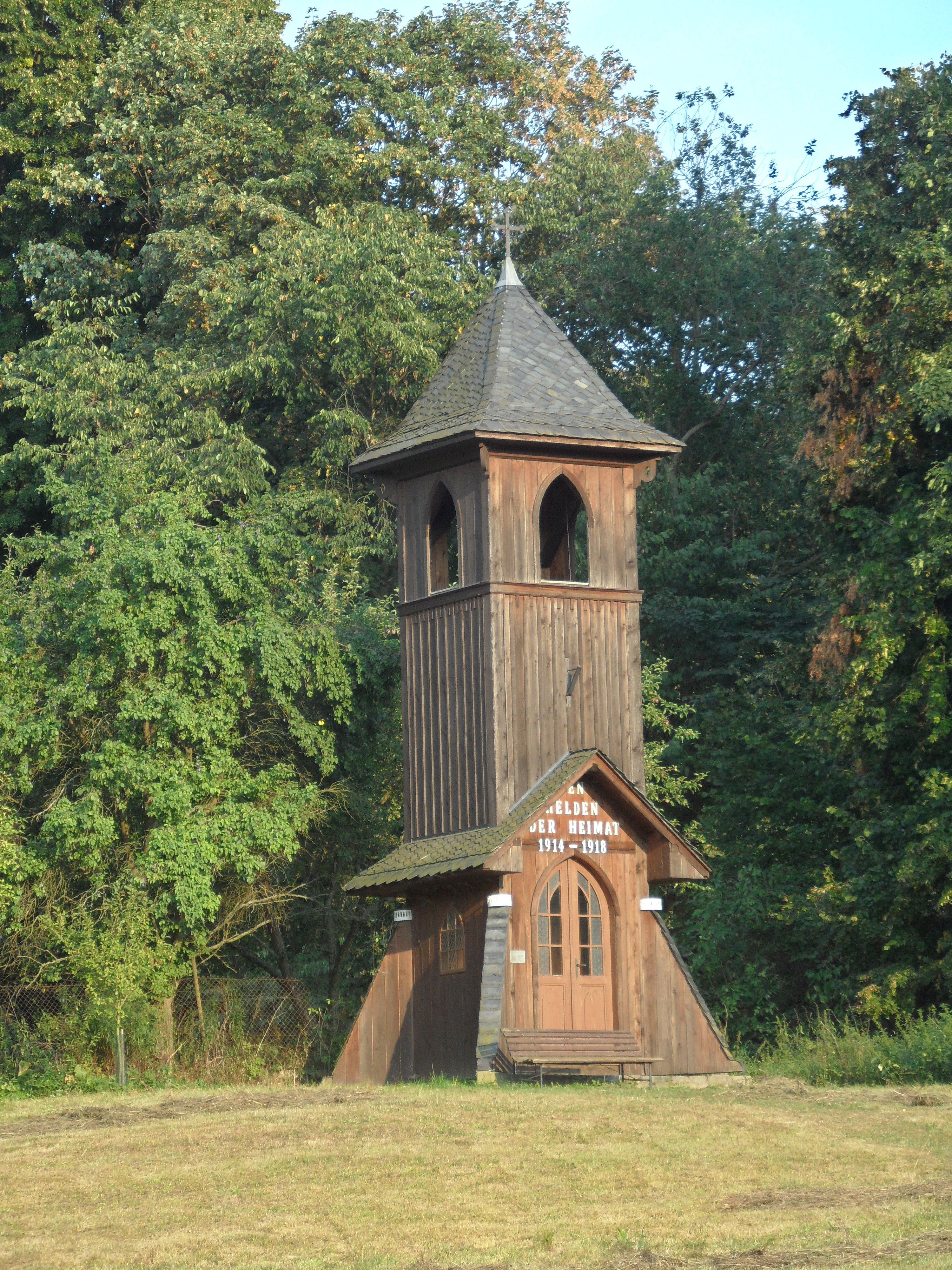
Zvonice
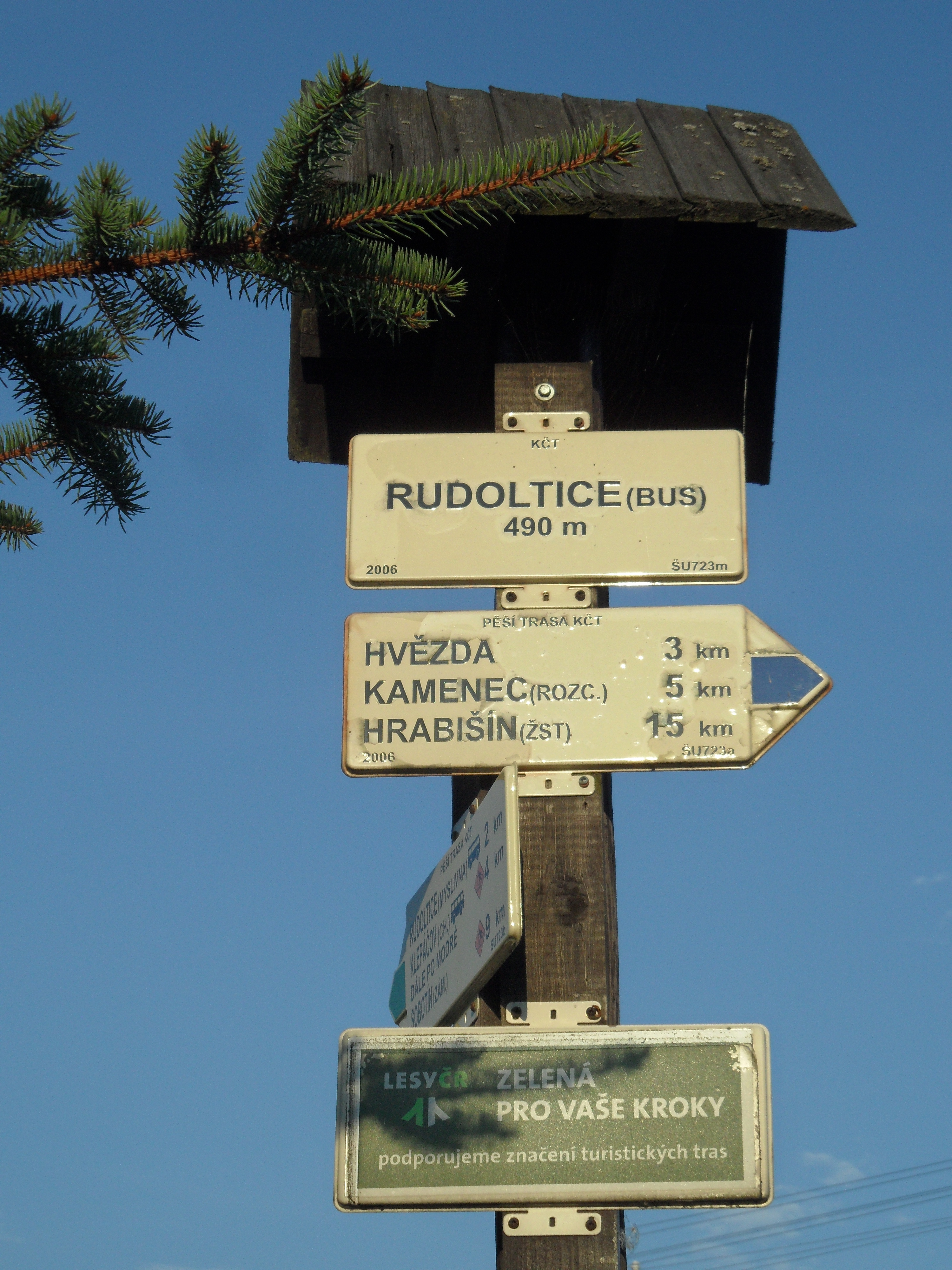
Rozcestník